# Campionato Nazionale Dilettanti 1992-1993
Il Campionato Nazionale Dilettanti 1992-1993 fu la 45ª edizione del campionato di categoria e il V livello del calcio italiano. Fu la prima edizione sotto questo nome.

## Stagione

### Aggiornamenti
L'Adelaide Nicastro non si iscrive al campionato e cede il titolo sportivo al Real Catanzaro.
A completamento di organico vengono ammesse dall'Eccellenza il Renato Curi e il Pontassieve.

### Formula
Si conclude quest'anno la riforma del campionato che riduce il numero delle partecipanti a 162, divise in 9 gironi. Venne ristabilita la regola che promuoveva nella categoria superiore ogni singola vincitrice del girone mentre retrocedevano in eccellenza le ultime tre.
Inoltre fu reintrodotto, dopo più di trent'anni, lo Scudetto Dilettanti che veniva assegnato dopo una serie di sfide tra le prime classificate di ogni girone.

## Girone A
Il Nizza Millefonti è una compagine di Torino (Nizza Millefonti).

### Classifica finale
|  | Pos. | Squadra                 | Pt | G  | V  | N  | P  | GF | GS | DR  |
|  | ---- | ----------------------- | -- | -- | -- | -- | -- | -- | -- | --- |
|  | 1.   | Legnano                 | 50 | 34 | 19 | 12 | 3  | 65 | 27 | +38 |
|  | 2.   | Saronno                 | 45 | 34 | 16 | 13 | 5  | 53 | 22 | +31 |
|  | 3.   | Fanfulla                | 41 | 34 | 16 | 9  | 9  | 44 | 31 | +13 |
|  | 4.   | Corsico                 | 38 | 34 | 11 | 16 | 7  | 41 | 29 | +12 |
|  | 5.   | Pro Lissone             | 37 | 34 | 11 | 15 | 8  | 25 | 25 | 0   |
|  | 6.   | Seregno                 | 36 | 34 | 12 | 12 | 10 | 45 | 38 | +7  |
|  | 6.   | Pro Vercelli            | 36 | 34 | 12 | 12 | 10 | 33 | 27 | +6  |
|  | 6.   | Nizza Millefonti        | 36 | 34 | 13 | 10 | 11 | 40 | 43 | -3  |
|  | 9.   | Abbiategrasso           | 35 | 34 | 11 | 13 | 10 | 30 | 31 | -1  |
|  | 10.  | Gallaratese             | 34 | 34 | 7  | 20 | 7  | 39 | 36 | +3  |
|  | 10.  | Sparta Novara           | 34 | 34 | 9  | 16 | 9  | 25 | 26 | -1  |
|  | 12.  | Mariano                 | 32 | 34 | 10 | 12 | 12 | 38 | 46 | -8  |
|  | 13.  | Caratese                | 31 | 34 | 11 | 9  | 14 | 43 | 57 | -14 |
|  | 14.  | Pinerolo                | 30 | 34 | 10 | 10 | 14 | 26 | 37 | -11 |
|  | 15.  | Châtillon Saint-Vincent | 28 | 34 | 10 | 8  | 16 | 35 | 51 | -16 |
|  | 16.  | Vigevano                | 26 | 34 | 5  | 16 | 13 | 29 | 44 | -15 |
|  | 17.  | Iris Oleggio            | 25 | 34 | 7  | 11 | 16 | 29 | 39 | -10 |
|  | 18.  | Bellinzago              | 18 | 34 | 3  | 12 | 19 | 22 | 53 | -31 |

Legenda:
      Promossa in Serie C2 1993-1994.
      Retrocessa in Eccellenza 1993-1994.
Regolamento:
Due punti a vittoria, uno a pareggio, zero a sconfitta.
Pari merito in caso di pari punti.
Spareggio in caso di pari punti in zona promozione e/o retrocessione.

## Girone B
L'Officine Bra S.Martino è una rappresentativa della città di San Martino Buon Albergo.
 Il Cassano è una rappresentativa di Cassano d'Adda.

### Classifica finale
|  | Pos. | Squadra                 | Pt | G  | V  | N  | P  | GF | GS | DR  |
|  | ---- | ----------------------- | -- | -- | -- | -- | -- | -- | -- | --- |
|  | 1.   | Cittadella              | 46 | 34 | 17 | 12 | 5  | 52 | 29 | +23 |
|  | 2.   | Lumezzane               | 46 | 34 | 17 | 12 | 5  | 43 | 23 | +20 |
|  | 3.   | Virescit Bergamo        | 44 | 34 | 14 | 16 | 4  | 36 | 18 | +18 |
|  | 4.   | Caerano                 | 43 | 34 | 15 | 13 | 6  | 38 | 21 | +17 |
|  | 5.   | Bassano Virtus          | 42 | 34 | 15 | 12 | 7  | 44 | 26 | +18 |
|  | 5.   | Treviso                 | 42 | 34 | 13 | 16 | 5  | 42 | 27 | +15 |
|  | 7.   | Arzignano               | 39 | 34 | 13 | 13 | 8  | 38 | 28 | +10 |
|  | 7.   | Darfo Boario            | 39 | 34 | 12 | 15 | 7  | 39 | 30 | +9  |
|  | 9.   | Benacense 1905          | 36 | 34 | 10 | 16 | 8  | 29 | 25 | +4  |
|  | 10.  | Valdagno                | 31 | 34 | 8  | 15 | 11 | 27 | 26 | +1  |
|  | 11.  | Albinese                | 30 | 34 | 9  | 12 | 13 | 41 | 42 | -1  |
|  | 11.  | San Paolo d'Argon       | 30 | 34 | 9  | 12 | 13 | 36 | 39 | -3  |
|  | 11.  | Capriolo                | 30 | 34 | 9  | 12 | 13 | 26 | 36 | -10 |
|  | 11.  | Bolzano                 | 30 | 34 | 9  | 12 | 13 | 30 | 48 | -18 |
|  | 15.  | Conegliano              | 26 | 34 | 4  | 18 | 12 | 23 | 39 | -16 |
|  | 16.  | Valentino Mazzola       | 21 | 34 | 5  | 11 | 18 | 20 | 38 | -18 |
|  | 17.  | Pievigina               | 20 | 34 | 5  | 10 | 19 | 19 | 46 | -27 |
|  | 18.  | Officine Bra S. Martino | 17 | 34 | 4  | 9  | 21 | 21 | 63 | -42 |

Legenda:
      Promossa in Serie C2 1993-1994.
      Retrocessa in Eccellenza 1993-1994.
Regolamento:
Due punti a vittoria, uno a pareggio, zero a sconfitta.
Pari merito in caso di pari punti.
Spareggio in caso di pari punti in zona promozione e/o retrocessione.
Note:
Il Lumezzane è stato poi ripescato in Serie C2 1993-1994 a completamento di organici.

### Spareggi

#### Spareggio promozione
Cittadella e Lumezzane terminarono il campionato a pari punti. Si procedette quindi con uno spareggio.
|            | Risultati |           | Luogo e data          |
| ---------- | --------- | --------- | --------------------- |
| Cittadella | 2-1       | Lumezzane | Cento, 29 maggio 1993 |
|            |           |           |                       |

## Girone C
La Virtus Roteglia è una rappresentativa della città di Castellarano.

### Classifica finale
|  | Pos. | Squadra         | Pt | G  | V  | N  | P  | GF | GS | DR  |
|  | ---- | --------------- | -- | -- | -- | -- | -- | -- | -- | --- |
|  | 1.   | Vogherese       | 52 | 34 | 20 | 12 | 2  | 60 | 20 | +40 |
|  | 2.   | Livorno         | 49 | 34 | 17 | 15 | 2  | 50 | 23 | +27 |
|  | 3.   | Rapallo Ruentes | 48 | 34 | 18 | 12 | 4  | 43 | 19 | +24 |
|  | 4.   | Brescello       | 41 | 34 | 14 | 13 | 7  | 43 | 26 | +17 |
|  | 5.   | Savona          | 39 | 34 | 15 | 9  | 10 | 32 | 20 | +12 |
|  | 6.   | Sassuolo        | 37 | 34 | 12 | 13 | 9  | 39 | 32 | +7  |
|  | 7.   | Camaiore        | 35 | 34 | 10 | 15 | 9  | 35 | 42 | -7  |
|  | 8.   | Bra             | 33 | 34 | 9  | 15 | 10 | 31 | 34 | -3  |
|  | 9.   | Cuneo           | 32 | 34 | 9  | 14 | 11 | 31 | 28 | +3  |
|  | 9.   | Sanremese       | 32 | 34 | 8  | 16 | 10 | 28 | 27 | +1  |
|  | 9.   | Cuoiopelli      | 32 | 34 | 7  | 18 | 9  | 32 | 38 | -6  |
|  | 9.   | Acqui           | 32 | 34 | 8  | 16 | 10 | 26 | 37 | -11 |
|  | 13.  | Bagnolese       | 30 | 34 | 7  | 16 | 11 | 33 | 42 | -9  |
|  | 14.  | Pietrasanta     | 28 | 34 | 9  | 10 | 15 | 31 | 42 | -11 |
|  | 14.  | Sarzanese       | 28 | 34 | 6  | 16 | 12 | 24 | 40 | -16 |
|  | 16.  | Virtus Roteglia | 25 | 34 | 3  | 19 | 12 | 35 | 45 | -10 |
|  | 16.  | Fidenza         | 25 | 34 | 5  | 15 | 14 | 26 | 38 | -12 |
|  | 18.  | Sammargheritese | 14 | 34 | 0  | 14 | 20 | 19 | 65 | -46 |

Legenda:
      Promossa in Serie C2 1993-1994.
      Retrocessa in Eccellenza 1993-1994.
Regolamento:
Due punti a vittoria, uno a pareggio, zero a sconfitta.
Pari merito in caso di pari punti.
Spareggio in caso di pari punti in zona promozione e/o retrocessione.
Note:
Il Livorno è stato poi ripescato in Serie C2 1993-1994 a completamento di organici.
Il Fidenza è stato poi ripescato nel Campionato Nazionale Dilettanti 1993-1994.

## Girone D
Il Centro del Mobile è una compagine della città di Brugnera.

### Classifica finale
|  | Pos. | Squadra           | Pt | G  | V  | N  | P  | GF | GS | DR  |
|  | ---- | ----------------- | -- | -- | -- | -- | -- | -- | -- | --- |
|  | 1.   | Crevalcore        | 48 | 34 | 20 | 8  | 6  | 52 | 23 | +29 |
|  | 2.   | Sestese           | 44 | 34 | 15 | 14 | 5  | 37 | 21 | +16 |
|  | 3.   | San Lazzaro       | 41 | 34 | 14 | 13 | 7  | 32 | 23 | +9  |
|  | 4.   | Rondinella        | 40 | 34 | 13 | 14 | 7  | 40 | 29 | +11 |
|  | 5.   | Sevegliano        | 39 | 34 | 10 | 19 | 5  | 44 | 29 | +15 |
|  | 6.   | Sandonà 1922      | 38 | 34 | 14 | 10 | 10 | 37 | 30 | +7  |
|  | 7.   | Miranese          | 37 | 34 | 9  | 19 | 6  | 36 | 28 | +8  |
|  | 7.   | Pontassieve       | 37 | 34 | 11 | 15 | 8  | 30 | 30 | 0   |
|  | 9.   | Castel San Pietro | 36 | 34 | 12 | 12 | 10 | 41 | 32 | +9  |
|  | 10.  | Manzanese         | 35 | 34 | 10 | 15 | 9  | 33 | 31 | +2  |
|  | 11.  | Argentana         | 34 | 34 | 8  | 18 | 8  | 31 | 28 | +3  |
|  | 12.  | Russi             | 33 | 34 | 10 | 13 | 11 | 31 | 31 | 0   |
|  | 13.  | Colligiana        | 32 | 34 | 9  | 14 | 11 | 31 | 32 | -1  |
|  | 13.  | Mira              | 32 | 34 | 11 | 10 | 13 | 28 | 31 | -3  |
|  | 15.  | Centro del Mobile | 26 | 34 | 4  | 18 | 12 | 31 | 44 | -13 |
|  | 16.  | Rovigo            | 22 | 34 | 6  | 10 | 18 | 23 | 47 | -24 |
|  | 16.  | Contarina         | 22 | 34 | 4  | 14 | 16 | 21 | 45 | -24 |
|  | 18.  | Palmanova         | 16 | 34 | 4  | 8  | 22 | 22 | 66 | -44 |

Legenda:
      Promossa in Serie C2 1993-1994.
      Retrocessa in Eccellenza 1993-1994.
Regolamento:
Due punti a vittoria, uno a pareggio, zero a sconfitta.
Pari merito in caso di pari punti.
Spareggio in caso di pari punti in zona promozione e/o retrocessione.

## Girone E

### Classifica finale
|  | Pos. | Squadra           | Pt | G  | V  | N  | P  | GF | GS | DR  |
|  | ---- | ----------------- | -- | -- | -- | -- | -- | -- | -- | --- |
|  | 1.   | Maceratese        | 50 | 34 | 18 | 14 | 2  | 52 | 22 | +30 |
|  | 2.   | Forlì             | 46 | 34 | 16 | 14 | 4  | 43 | 20 | +23 |
|  | 3.   | Viterbese         | 45 | 34 | 15 | 15 | 4  | 41 | 17 | +24 |
|  | 4.   | Riccione          | 38 | 34 | 12 | 14 | 8  | 38 | 35 | +3  |
|  | 5.   | Foligno           | 36 | 34 | 9  | 18 | 7  | 32 | 28 | +4  |
|  | 6.   | Vigor Senigallia  | 34 | 34 | 10 | 14 | 10 | 42 | 39 | +3  |
|  | 6.   | Civita Castellana | 34 | 34 | 8  | 18 | 8  | 29 | 30 | -1  |
|  | 6.   | Recanatese        | 34 | 34 | 9  | 16 | 9  | 29 | 31 | -2  |
|  | 9.   | Faenza            | 33 | 34 | 7  | 19 | 8  | 41 | 32 | +9  |
|  | 9.   | Pontevecchio      | 33 | 34 | 11 | 11 | 12 | 34 | 40 | -6  |
|  | 11.  | Gubbio            | 32 | 34 | 11 | 10 | 13 | 30 | 32 | -2  |
|  | 11.  | Ellera            | 32 | 34 | 7  | 18 | 9  | 34 | 37 | -3  |
|  | 13.  | Virtus Chianciano | 31 | 34 | 8  | 15 | 11 | 30 | 35 | -5  |
|  | 13.  | Bastia            | 31 | 34 | 8  | 15 | 11 | 31 | 39 | -8  |
|  | 15.  | Fermana           | 30 | 34 | 5  | 20 | 9  | 31 | 37 | -6  |
|  | 16.  | Civitavecchia     | 29 | 34 | 7  | 15 | 12 | 29 | 43 | -14 |
|  | 17.  | Vadese            | 25 | 34 | 6  | 13 | 15 | 33 | 52 | -19 |
|  | 18.  | Montegranaro      | 19 | 34 | 3  | 13 | 18 | 18 | 48 | -30 |

Legenda:
      Promossa in Serie C2 1993-1994.
      Retrocessa in Eccellenza 1993-1994.
Regolamento:
Due punti a vittoria, uno a pareggio, zero a sconfitta.
Pari merito in caso di pari punti.
Spareggio in caso di pari punti in zona promozione e/o retrocessione.
Note:
Il Forlì è stato poi ripescato in Serie C2 1993-1994.

## Girone F
La Spes Montesacro è una rapprentativa della città di Roma.
La Fucense è una rappresentativa della città di Trasacco.

### Classifica finale
|  | Pos. | Squadra         | Pt | G  | V  | N  | P  | GF | GS | DR  |
|  | ---- | --------------- | -- | -- | -- | -- | -- | -- | -- | --- |
|  | 1.   | Torres          | 50 | 34 | 19 | 12 | 3  | 44 | 14 | +30 |
|  | 2.   | L'Aquila        | 50 | 34 | 18 | 14 | 2  | 48 | 13 | +35 |
|  | 3.   | Sulmona         | 46 | 34 | 19 | 8  | 7  | 46 | 21 | +25 |
|  | 4.   | Ladispoli       | 37 | 34 | 9  | 19 | 6  | 30 | 23 | +7  |
|  | 5.   | Pomezia         | 35 | 34 | 9  | 17 | 8  | 32 | 28 | +4  |
|  | 5.   | Luco dei Marsi  | 35 | 34 | 10 | 15 | 9  | 31 | 34 | -3  |
|  | 7.   | Selargius       | 34 | 34 | 12 | 10 | 12 | 41 | 35 | +6  |
|  | 7.   | Calangianus     | 34 | 34 | 9  | 16 | 9  | 36 | 33 | +3  |
|  | 9.   | Spes Montesacro | 32 | 34 | 7  | 18 | 9  | 24 | 27 | -3  |
|  | 9.   | Marino          | 32 | 34 | 9  | 14 | 11 | 28 | 36 | -8  |
|  | 11.  | Acilia          | 31 | 34 | 10 | 11 | 13 | 34 | 38 | -4  |
|  | 11.  | Celano          | 31 | 34 | 6  | 19 | 9  | 27 | 38 | -11 |
|  | 13.  | Ostia Mare      | 30 | 34 | 8  | 14 | 12 | 20 | 33 | -13 |
|  | 14.  | Rieti           | 29 | 34 | 6  | 17 | 11 | 25 | 31 | -6  |
|  | 14.  | Anziolavinio    | 29 | 34 | 8  | 13 | 13 | 19 | 33 | -14 |
|  | 16.  | Castelsardo     | 28 | 34 | 6  | 16 | 12 | 22 | 37 | -15 |
|  | 17.  | Valmontone      | 27 | 34 | 6  | 15 | 13 | 22 | 34 | -12 |
|  | 18.  | Fucense (-1)    | 21 | 34 | 4  | 14 | 16 | 22 | 43 | -21 |

Legenda:
      Promossa in Serie C2 1993-1994.
      Retrocessa in Eccellenza 1993-1994.
Regolamento:
Due punti a vittoria, uno a pareggio, zero a sconfitta.
Pari merito in caso di pari punti.
Spareggio in caso di pari punti in zona promozione e/o retrocessione.
Note:
La Fucense ha scontato 1 punto di penalizzazione.
L'Aquila è stato poi ripescata in Serie C2 1993-1994.
Il Castelsardo è stato poi ripescato nel Campionato Nazionale Dilettanti 1993-1994.

### Spareggi

#### Spareggio promozione
Torres e L'Aquila terminarono il campionato a pari punti. Si procedette quindi con uno spareggio.
|        | Risultati |          | Luogo e data                          |
| ------ | --------- | -------- | ------------------------------------- |
| Torres | 2-1       | L'Aquila | Roma, Stadio Flaminio, 29 maggio 1993 |
|        |           |          |                                       |

## Girone G

### Classifica finale
|  | Pos. | Squadra            | Pt | G  | V  | N  | P  | GF | GS  | DR   |
|  | ---- | ------------------ | -- | -- | -- | -- | -- | -- | --- | ---- |
|  | 1.   | Fasano             | 52 | 34 | 18 | 16 | 0  | 55 | 21  | +34  |
|  | 2.   | Penne              | 47 | 34 | 19 | 9  | 6  | 58 | 18  | +40  |
|  | 3.   | Martina            | 44 | 34 | 16 | 12 | 6  | 40 | 21  | +19  |
|  | 4.   | Noci               | 43 | 34 | 15 | 13 | 6  | 43 | 28  | +15  |
|  | 5.   | Santegidiese       | 41 | 34 | 14 | 13 | 7  | 37 | 24  | +13  |
|  | 6.   | Sporting Benevento | 37 | 34 | 13 | 11 | 10 | 40 | 29  | +11  |
|  | 7.   | Teramo             | 36 | 34 | 12 | 12 | 10 | 34 | 24  | +10  |
|  | 8.   | Nardò              | 35 | 34 | 10 | 15 | 9  | 35 | 38  | -3   |
|  | 9.   | Brindisi           | 34 | 34 | 11 | 12 | 11 | 41 | 29  | +12  |
|  | 10.  | Termoli            | 33 | 34 | 10 | 13 | 11 | 36 | 31  | +5   |
|  | 10.  | Pisticci           | 33 | 34 | 9  | 15 | 10 | 43 | 40  | +3   |
|  | 12.  | Canosa             | 32 | 34 | 11 | 10 | 13 | 38 | 29  | +9   |
|  | 12.  | Pineto             | 32 | 34 | 10 | 12 | 12 | 34 | 41  | -7   |
|  | 14.  | Cerignola          | 31 | 34 | 13 | 5  | 16 | 48 | 47  | +1   |
|  | 15.  | Giulianova         | 30 | 34 | 9  | 12 | 13 | 32 | 34  | -2   |
|  | 16.  | Renato Curi        | 27 | 34 | 8  | 11 | 15 | 26 | 35  | -9   |
|  | 17.  | Putignano          | 20 | 34 | 6  | 8  | 20 | 25 | 59  | -34  |
|  | 18.  | Matino (-1)        | 4  | 34 | 0  | 5  | 29 | 14 | 131 | -117 |

Legenda:
      Promossa in Serie C2 1993-1994.
      Retrocessa in Eccellenza 1993-1994.
Regolamento:
Due punti a vittoria, uno a pareggio, zero a sconfitta.
Pari merito in caso di pari punti.
Spareggio in caso di pari punti in zona promozione e/o retrocessione.
Note:
Il Matino ha scontato 1 punto di penalizzazione.

## Girone H
Il Casale Bonito è una rappresentativa della città di Casal di Principe.

### Classifica finale
|  | Pos. | Squadra               | Pt | G  | V  | N  | P  | GF | GS | DR  |
|  | ---- | --------------------- | -- | -- | -- | -- | -- | -- | -- | --- |
|  | 1.   | Trapani               | 54 | 34 | 21 | 12 | 1  | 61 | 18 | +43 |
|  | 2.   | Casale Bonito         | 52 | 34 | 21 | 10 | 3  | 52 | 21 | +31 |
|  | 3.   | Isola Liri            | 44 | 34 | 16 | 12 | 6  | 46 | 18 | +28 |
|  | 4.   | Marsala               | 42 | 34 | 14 | 14 | 6  | 51 | 31 | +20 |
|  | 4.   | Partinicaudace        | 42 | 34 | 14 | 14 | 6  | 46 | 31 | +15 |
|  | 6.   | Arzanese              | 35 | 34 | 10 | 15 | 9  | 33 | 28 | +5  |
|  | 6.   | Latina                | 35 | 34 | 10 | 15 | 9  | 39 | 34 | +5  |
|  | 6.   | Folgore Castelvetrano | 35 | 34 | 7  | 21 | 6  | 33 | 30 | +3  |
|  | 6.   | Scafatese             | 35 | 34 | 10 | 15 | 9  | 29 | 27 | +2  |
|  | 10.  | Gabbiano Napoli       | 34 | 34 | 11 | 12 | 11 | 33 | 26 | +7  |
|  | 10.  | Gangi                 | 34 | 34 | 10 | 14 | 10 | 30 | 34 | -4  |
|  | 12.  | Real Aversa           | 32 | 34 | 11 | 10 | 13 | 40 | 51 | -11 |
|  | 13.  | Frosinone             | 29 | 34 | 7  | 15 | 12 | 18 | 35 | -17 |
|  | 14.  | Mazara                | 28 | 34 | 7  | 14 | 13 | 30 | 46 | -16 |
|  | 14.  | Paganese              | 28 | 34 | 9  | 10 | 15 | 25 | 41 | -16 |
|  | 16.  | Terracina             | 27 | 34 | 8  | 11 | 15 | 27 | 36 | -9  |
|  | 17.  | Campania (-1)         | 17 | 34 | 6  | 6  | 22 | 23 | 55 | -32 |
|  | 18.  | Cynthia               | 8  | 34 | 0  | 8  | 26 | 15 | 69 | -54 |

Legenda:
      Promossa in Serie C2 1993-1994.
      Retrocessa in Eccellenza 1993-1994.
Regolamento:
Due punti a vittoria, uno a pareggio, zero a sconfitta.
Pari merito in caso di pari punti.
Spareggio in caso di pari punti in zona promozione e/o retrocessione.
Note:
Il Campania ha scontato 1 punto di penalizzazione.

## Girone I

### Classifica finale
|  | Pos. | Squadra            | Pt | G  | V  | N  | P  | GF | GS  | DR   |
|  | ---- | ------------------ | -- | -- | -- | -- | -- | -- | --- | ---- |
|  | 1.   | Battipagliese      | 51 | 34 | 20 | 11 | 3  | 48 | 9   | +39  |
|  | 2.   | Real Catanzaro     | 44 | 34 | 17 | 10 | 7  | 54 | 23  | +31  |
|  | 3.   | Castrovillari      | 43 | 34 | 16 | 11 | 7  | 73 | 33  | +40  |
|  | 3.   | Agropoli           | 43 | 34 | 18 | 7  | 9  | 52 | 29  | +23  |
|  | 5.   | Avigliano          | 39 | 34 | 14 | 11 | 9  | 54 | 30  | +24  |
|  | 6.   | Acerrana           | 38 | 34 | 13 | 12 | 9  | 46 | 33  | +13  |
|  | 6.   | Comiso             | 38 | 34 | 12 | 14 | 8  | 44 | 32  | +12  |
|  | 8.   | Nuova Igea         | 37 | 34 | 12 | 13 | 9  | 46 | 33  | +13  |
|  | 9.   | Ragusa             | 36 | 34 | 12 | 12 | 10 | 45 | 34  | +11  |
|  | 10.  | Sportiva Cariatese | 34 | 34 | 12 | 10 | 12 | 32 | 37  | -5   |
|  | 11.  | Rossanese          | 33 | 34 | 9  | 15 | 10 | 39 | 30  | +9   |
|  | 11.  | Vittoria           | 33 | 34 | 12 | 9  | 13 | 39 | 52  | -13  |
|  | 13.  | Nuova Rosarnese    | 32 | 34 | 13 | 6  | 15 | 35 | 40  | -5   |
|  | 14.  | Scicli             | 31 | 34 | 8  | 15 | 11 | 34 | 36  | -2   |
|  | 15.  | Vultur Rionero     | 30 | 34 | 8  | 14 | 12 | 34 | 31  | +3   |
|  | 16.  | Acri               | 26 | 34 | 8  | 10 | 16 | 36 | 48  | -12  |
|  | 17.  | Calitri            | 19 | 34 | 6  | 7  | 21 | 22 | 77  | -55  |
|  | 18.  | Bovalinese (-2)    | 3  | 34 | 1  | 3  | 30 | 12 | 138 | -126 |

Legenda:
      Promossa in Serie C2 1993-1994.
      Retrocessa in Eccellenza 1993-1994.
Regolamento:
Due punti a vittoria, uno a pareggio, zero a sconfitta.
Pari merito in caso di pari punti.
Spareggio in caso di pari punti in zona promozione e/o retrocessione.
Note:
La Bovalinese ha scontato 2 punti di penalizzazione.

## Poule scudetto
Le vincitrici dei nove gironi furono divise in tre gruppi da tre squadre ciascuno. La vincitrice di ogni gruppo accedeva al girone finale. Nel girone finale gli incontri duravano 45 minuti ognuno. Al termine di ogni partita conclusa in parità si procedeva con in rigori, senza tempi supplementari. Ogni vittoria nei 45' valeva 3 punti, la vittoria ai rigori 2, la sconfitta ai rigori 1.

### Turno eliminatorio

#### Gruppo 1
|  | Pos. | Squadra    | Pt | G | V | N | P | GF | GS | DR |
|  | ---- | ---------- | -- | - | - | - | - | -- | -- | -- |
|  | 1.   | Vogherese  | 3  | 2 | 1 | 1 | 0 | 4  | 2  | +2 |
|  | 2.   | Cittadella | 2  | 2 | 0 | 2 | 0 | 3  | 3  | 0  |
|  | 3.   | Legnano    | 1  | 2 | 0 | 1 | 1 | 1  | 3  | -2 |

Legenda:
      Promossa al turno successivo
Regolamento:
Due punti a vittoria, uno a pareggio, zero a sconfitta.
|            | Risultati |            | Luogo e data            |
| ---------- | --------- | ---------- | ----------------------- |
| Cittadella | 2-2       | Vogherese  | Padova, 6 giugno 1993   |
| Legnano    | 1-1       | Cittadella | Legnano, 13 giugno 1993 |
| Vogherese  | 2-0       | Legnano    | Voghera, 20 giugno 1993 |

#### Gruppo 2
|  | Pos. | Squadra    | Pt | G | V | N | P | GF | GS | DR |
|  | ---- | ---------- | -- | - | - | - | - | -- | -- | -- |
|  | 1.   | Crevalcore | 4  | 2 | 2 | 0 | 0 | 6  | 4  | +2 |
|  | 2.   | Torres     | 2  | 2 | 1 | 0 | 1 | 6  | 5  | +1 |
|  | 3.   | Maceratese | 0  | 2 | 0 | 0 | 1 | 2  | 5  | -3 |

Legenda:
      Promossa al turno successivo
Regolamento:
Due punti a vittoria, uno a pareggio, zero a sconfitta.
|            | Risultati |            | Luogo e data              |
| ---------- | --------- | ---------- | ------------------------- |
| Crevalcore | 4-3       | Torres     | Crevalcore, 6 giugno 1993 |
| Torres     | 3-1       | Maceratese | Sassari, 13 giugno 1993   |
| Maceratese | 1-2       | Crevalcore | Macerata, 20 giugno 1993  |

#### Gruppo 3
|  | Pos. | Squadra       | Pt | G | V | N | P | GF | GS | DR |
|  | ---- | ------------- | -- | - | - | - | - | -- | -- | -- |
|  | 1.   | Battipagliese | 3  | 2 | 1 | 1 | 0 | 5  | 1  | +4 |
|  | 2.   | Fasano        | 2  | 2 | 0 | 2 | 0 | 3  | 3  | 0  |
|  | 3.   | Trapani       | 1  | 2 | 0 | 1 | 1 | 2  | 6  | -4 |

Legenda:
      Promossa al turno successivo
Regolamento:
Due punti a vittoria, uno a pareggio, zero a sconfitta.
|               | Risultati |               | Luogo e data               |
| ------------- | --------- | ------------- | -------------------------- |
| Battipagliese | 4-0       | Trapani       | Battipaglia, 6 giugno 1993 |
| Fasano        | 1-1       | Battipagliese | Fasano, 13 giugno 1993     |
| Trapani       | 2-2       | Fasano        | Trapani, 20 giugno 1993    |

### Gruppo Finale
|  | Pos. | Squadra       | Pt | G | V | VR | PR | P | GF | GS |
|  | ---- | ------------- | -- | - | - | -- | -- | - | -- | -- |
|  | 1.   | Crevalcore    | 5  | 2 | 1 | 1  | 0  | 0 | 1  | 0  |
|  | 2.   | Vogherese     | 4  | 2 | 1 | 0  | 1  | 0 | 1  | 0  |
|  | 3.   | Battipagliese | 0  | 2 | 0 | 0  | 0  | 2 | 0  | 2  |

Legenda:
      Campione d'Italia Dilettanti
Regolamento:
Match da 45 minuti. In caso di parità si procedeva con i rigori.
Tre punti a vittoria nel 45 minuti, due punti per la vittoria ai rigori, un punto per la sconfitta ai rigori, zero punti a sconfitta nei 45 minuti.
|            | Risultati     |               | Luogo e data         |
| ---------- | ------------- | ------------- | -------------------- |
| Crevalcore | 0-0 (4-3 dtr) | Vogherese     | Roma, 26 giugno 1993 |
| Vogherese  | 1-0           | Battipagliese | Roma, 26 giugno 1993 |
| Crevalcore | 1-0           | Battipagliese | Roma, 26 giugno 1993 |